# Jurmala Grand Prix
Le Jurmala Grand Prix est une ancienne course cycliste qui avait lieu à Jurmala en Lettonie. Créée en 2011, elle n'a eu que 3 éditions. Elle faisait partie de l'UCI Europe Tour, en catégorie 1.2 en 2011, puis en catégorie 1.1 les deux années suivantes.

## Palmarès
| Année | Vainqueur         | Deuxième           | Troisième     |
| 2011  | Jaan Kirsipuu     | Ioánnis Tamourídis | Andžs Flaksis |
| 2012  | Rafael Andriato   | Leonid Krasnov     | Emīls Liepiņš |
| 2013  | Francesco Chicchi | Rafael Andriato    | Rico Rogers   |